# Modern Games
Modern Games est un cheval de course anglais né en 2019, entrainé par Charlie Appleby pour l'écurie Godolphin, élu cheval de l'année sur le gazon aux États-Unis en 2022.

## Carrière
Élevé en Irlande par Godolphin, Modern Games débute à l'été 2021 par une lointaine cinquième place dans une course pour inédits à Haydock, mais se reprend trois semaines plus tard en s'adjugeant son maiden à Newmarket. Charlie Appleby, son entraîneur, diffère son passage au niveau supérieur, lui fait courir deux courses dont un handicap, et il n'apparaît au niveau des groupes que fin septembre, avec à la clé un succès dans les Somerville Tattersalls Stakes. Ce programme subtil lui permet de franchir l'Atlantique pour disputer la Breeders' Cup Juvenile Turf à Del Mar, dont le départ va donner lieu à une péripétie peu commune. Derrière les stalles, le compagnon de couleurs de Modern Games, Albahr s'agite dans sa stalle et chute. Pour éviter qu'il se fasse mal, on ouvre la stalle de Modern Games, qui gambade sur quelques mètres. Albahr est naturellement déclaré non partant, mais aussi Modern Games, ce dernier n'ayant pourtant pas souffert de l'incident. Les commissaires finalement reviennent sur leur décision, autorise le poulain à courir, mais sans que les parieurs sur l'hippodrome ne puissent miser sur lui. Et après que Modern Games s'est imposé, brillamment, il est accueilli par une bronca aux balances... Mais lui n'en a cure, le voilà vainqueur de groupe 1 et, d'un point de vue purement sportif, il n'y a rien à redire. 
Modern Games fait sa rentrée directement dans la Poule d'Essai des Poulains et gagne. Cette année-là, Godolphin et Charlie Appleby réalisent un exploit inédit : remporter les Guinées anglaises, irlandaises et françaises avec trois chevaux différents, Coroebus en Angleterre, Native Trail en Irlande et Modern Games en France. Ce dernier, plutôt que retrouver les milers à Ascot pour les St. James's Palace Stakes, tente sa chance dans le Prix du Jockey Club, sur une distance inédite pour lui, 2 100 mètres. Favori mais finalement un peu limité en tenue s'en sort très honorablement, animant toute la course avant de conserver au courage le deuxième accessit d'une course survolée par le champion Vadeni. Sur plus court, peut-être trop, il échoue cependant dans le Prix Jean Prat. C'est que Modern Games est un pur miler, comme le prouve sa performance suivante, dans les Sussex Stakes, où il ne trouve sur sa route que le crack Baaeed, trop fort. À l'automne, il retraverse l'Atlantique pour s'adjuger un troisième groupe 1 au Canada, dans le Woodbine Mile, puis revient en Angleterre prendre un nouvel accessit d'honneur, dans les Queen Elizabeth II Stakes. Il conclut cette riche saison en apothéose en remportant une deuxième épreuve de la Breeders' Cup, le Breeders' Cup Mile, sur le gazon de Keeneland. Ce qui lui vaut un titre de cheval de l'année sur le gazon aux États-Unis.  
Resté à l'entraînement en 2023, Modern Games fait sa rentrée aux États-Unis dans le Maker's Mark Mile à Keeneland, une tâche a priori facile pour lui, mais où il est barré pour la victoire par l'ex-Français Chez Pierre. Son retour en Europe, par contre, est gagnant avec un cinquième succès au niveau groupe 1 dans les Lockinge Stakes. Lors du meeting d'Ascot, il doit affronter la championne Inspiral, qui fait sa rentrée dans les Queen Anne Stakes. Mais c'est l'outsider Triple Time qui s'impose, devant Inspiral, tandis que Modern Games ne peut faire mieux que quatrième. Ce sera sa dernière apparition publique puisque Godolphin annonce en août que la carrière du cheval est terminée.   

### Résumé de carrière
| Date         | Hippodrome  | Pays        | Course                        | Statut      | Distance    | Jockey        | Place       | Écart       | Vainqueur ou deuxième |
| 2021, 2 ans  | 2021, 2 ans | 2021, 2 ans | 2021, 2 ans                   | 2021, 2 ans | 2021, 2 ans | 2021, 2 ans   | 2021, 2 ans | 2021, 2 ans | 2021, 2 ans           |
| ------------ | ----------- | ----------- | ----------------------------- | ----------- | ----------- | ------------- | ----------- | ----------- | --------------------- |
| 1er juillet  | Haydock     | Royaume-Uni | Novice Stakes                 |             | 1 300 m     | James Doyle   | 5e / 10     | 11          | Mr McCann             |
| 24 juillet   | Newmarket   | Royaume-Uni | Maiden Stakes                 |             | 1 400 m     | James Doyle   | 1er / 9     | 2           | Saga                  |
| 8 août       | Leicester   | Royaume-Uni | Novice Stakes                 |             | 1 400 m     | William Buick | 2e / 10     | 3/4         | Cresta                |
| 8 septembre  | Doncaster   | Royaume-Uni | Nursery Handicap              |             | 1 400 m     | William Buick | 1er / 10    | 3 ½         | Sea Maarib            |
| 23 septembre | Newmarket   | Royaume-Uni | Somerville Tattersalls Stakes | Gr. 3       | 1 400 m     | William Buick | 1er / 6     | 2 ½         | Trident               |
| 6 novembre   | Del Mar     | États-Unis  | Breeders' Cup Juvenile Turf   | Gr. 1       | 1 600 m     | William Buick | 1er / 13    | 1 ½         | Tiz The Bomb          |
| 2022, 3 ans  |             |             |                               |             |             |               |             |             |                       |
| 15 mai       | Longchamp   | France      | Poule d'Essai des Poulains    | Gr. 1       | 1 600 m     | William Buick | 1er / 15    | 1 ¼         | Texas                 |
| 5 juin       | Chantilly   | France      | Prix du Jockey Club           | Gr. 1       | 2 100 m     | William Buick | 3e / 15     | 5 ¼         | Vadeni                |
| 10 juillet   | Deauville   | France      | Prix Jean Prat                | Gr. 1       | 1 400 m     | William Buick | 5e / 11     | 1 ½         | Tenebrism             |
| 27 juillet   | Goodwood    | Royaume-Uni | Sussex Stakes                 | Gr. 1       | 1 600 m     | William Buick | 2e / 7      | 1 ¾         | Baaeed                |
| 17 septembre | Woodbine    | Canada      | Woodbine Mile                 | Gr. 1       | 1 600 m     | William Buick | 1er / 11    | 5 ¼         | Ivar                  |
| 15 octobre   | Ascot       | Royaume-Uni | Queen Elizabeth II Stakes     | Gr. 1       | 1 600 m     | William Buick | 2e / 9      | 1 ¼         | Bayside Boy           |
| 5 novembre   | Keeneland   | États-Unis  | Breeders' Cup Mile            | Gr. 1       | 1 600 m     | William Buick | 1er / 14    | 3/4         | Shirl's Speight       |
| 2023, 4 ans  |             |             |                               |             |             |               |             |             |                       |
| 14 avril     | Keeneland   | États-Unis  | Maker's Mark Mile             | Gr. 1       | 1 600 m     | William Buick | 2e / 8      | 3 ½         | Chez Pierre           |
| 20 mai       | Newbury     | Royaume-Uni | Lockinge Stakes               | Gr. 1       | 1 600 m     | William Buick | 1er / 12    | 1 ½         | Chindit               |
| 20 juin      | Ascot       | Royaume-Uni | Queen Anne Stakes             | Gr. 1       | 1 600 m     | William Buick | 4e / 12     | 3 ½         | Triple Time           |

## Au haras
Modern Games rejoint Darley Stud, le haras anglais de Godolphin, où il effectue sa première année de monte en 2024, à £ 30 000 la saillie.  

## Origines
Modern Games est un fils de Dubawi, l'un des plus grands étalons au monde, l'un des plus chers aussi, à £ 350 000 la saillie. 
La famille maternelle de Modern Games est pour le moins fameuse, remontant à la fondamentale poulinière Queen's Statute, une jument anglaise acquise dans les années 50 par le grand éleveur canadien E.P. Taylor. Queen's Statute est la mère de :
- Court Royale (par Chop Chop), jument d'âge de l'année au Canada en 1963.
- Dance Act (par Northern Dancer), cheval de handicap de l'année au Canada en 1970 et 1971.
- Falafel (par Northern Dancer), mère de : 
  - Brief Truce (Irish River) : St. James's Palace Stakes, 2e Prix du Moulin de Longchamp, Queen Elizabeth II Stakes, 3e Irish 2000 Guineas, Breeders' Cup Mile.
- Royal Statute, mère de :
  - Akureyri (Buckpasser) : Fountain of Youth Stakes, 2e Florida Derby, Cowdin Stakes, 3e Remsen Stakes.
  - Royal Lorna (Val de l'Orne) : Premio Bagutta, 2e Premio Lydia Tesio.
  - Victoress (Conquistador Cielo), mère de :
    - Gwynn (Darshaan), mère de : 
      - Pour Moi (Montjeu) : Derby d'Epsom
      - Gagnoa (Sadler's Wells) : Prix des Réservoirs, Prix Pénélope, 2e Prix de Diane, Prix Saint-Alary, 3e Oaks.
      - Dawn Patrol (Galileo) : Loughbrown Stakes, 3e Irish Derby
      - White Hot (Galileo), mère de Pizza Bianca (Breeders' Cup Juvenile Fillies Turf)

  - Awaasif (Snow Knight) : Yorkshire Oaks, Gran Premio del Jockey Club. Mère de :
    - Ibn Al Haitam (Zafonic) : 2e Norfolk Stakes, 3e UAE Derby.
    - Snow Bride : Oaks, Musidora Stakes, Princess Royal Stakes. Mère de :
      - Saytarra (Seeking The Gold) : Prix d'Aumale.
      - Lammtarra (Nijinsky) : Derby d'Epsom, King George VI & Queen Elizabeth Stakes, Prix de l'Arc de Triomphe

  - Konafa (Damascus) : 2e 1000 Guinées, pilier de l'élevage Niarchos, mère de :
    - Keos (Riverman) : 2e Prix de la Forêt, 3e Prix de l'Abbaye de Longchamp.
    - Koryeva (Riverman) : Prix Chloé, mère de :
      - Bosra Sham (Woodman) : Fillies' Mile, 1000 Guinées, Champion Stakes.
      - Shanghai (Procida) : Poule d'Essai des Poulains.
      - Hector Protector (Woodman) : Prix Morny, Prix de la Salamandre, Grand Critérium, Poule d'Essai des Poulains, Prix Jacques Le Marois.

    - Leos Lucky Lady (Seattle Slew), mère de :
      - Gaudeamus (Distorted Humor) : Debutante Stakes, mère du grand champion hongkongais Golden Sixty

    - Proskona (Mr. Prospector) : Premio Umbria, Prix de Seine-Et-Oise.
      - Deuxième mère de Ultra (Manduro) : Prix Jean-Luc Lagardère
      - Troisième mère de Modern Games & sa sœur Mawj (Exceed and Excel) : 1000 Guinées, Queen Elizabeth II Challenge Cup, Breeders' Cup Mile, Duchess of Cambridge Stakes, 3e Cheveley Park Stakes.

### Pedigree
| Origines de Modern Games (IRE), mâle bai né en 2019 | Origines de Modern Games (IRE), mâle bai né en 2019 | Origines de Modern Games (IRE), mâle bai né en 2019 | Origines de Modern Games (IRE), mâle bai né en 2019 |
| --------------------------------------------------- | --------------------------------------------------- | --------------------------------------------------- | --------------------------------------------------- |
| Père Dubawi                                         | Dubai Millennium                                    | Seeking The Gold                                    | Mr. Prospector                                      |
| Père Dubawi                                         | Dubai Millennium                                    | Seeking The Gold                                    | Con Game                                            |
| Père Dubawi                                         | Dubai Millennium                                    | Colorado Dancer                                     | Shareef Dancer                                      |
| Père Dubawi                                         | Dubai Millennium                                    | Colorado Dancer                                     | Fall Aspen                                          |
| Père Dubawi                                         | Zomaradah                                           | Deploy                                              | Shirley Heights                                     |
| Père Dubawi                                         | Zomaradah                                           | Deploy                                              | Slightly Dangerous                                  |
| Père Dubawi                                         | Zomaradah                                           | Jawaher                                             | Dancing Brave                                       |
| Père Dubawi                                         | Zomaradah                                           | Jawaher                                             | High Tern                                           |
| Mère Modern Ideals                                  | New Approach                                        | Galileo                                             | Sadler's Wells                                      |
| Mère Modern Ideals                                  | New Approach                                        | Galileo                                             | Urban Sea                                           |
| Mère Modern Ideals                                  | New Approach                                        | Park Express                                        | Ahonoora                                            |
| Mère Modern Ideals                                  | New Approach                                        | Park Express                                        | Matcher                                             |
| Mère Modern Ideals                                  | Epitome                                             | Nashwan                                             | Blushing Groom                                      |
| Mère Modern Ideals                                  | Epitome                                             | Nashwan                                             | Height of Fashion                                   |
| Mère Modern Ideals                                  | Epitome                                             | Proskona                                            | Mr. Prospector                                      |
| Mère Modern Ideals                                  | Epitome                                             | Proskona                                            | Konafa (Famille 22-b)                               |